# Prix scientifique Mahathir
Le prix scientifique Mahathir est une récompense malaisienne décernée pour des contributions exceptionnelles dans les domaines de la science et de la technologie, en particulier celles qui traitent des problématiques liées aux tropiques. La Fondation a été créée le 17 août 2004 en l'honneur de l'ancien Premier ministre malaisien Mahathir Mohamad,. Il est attribué par la Fondation du Prix scientifique Mahathir.

## Lauréats
- Alimuddin Zumla[5]
- Hugh Possingham[6]
- Kerrie Wilson[6]
- Erik Meijaard[6]
- Rita R. Colwell[7]
- Alan Cowman[8]
- Yuan Longping[9],[10]